# 8546 Kenmotsu
8546 Kenmotsu este un asteroid din centura principală de asteroizi.

## Descriere
8546 Kenmotsu este un asteroid din centura principală de asteroizi. A fost descoperit pe 13 ianuarie 1994 la Kitami de Kin Endate și Kazuro Watanabe. El prezintă o orbită caracterizată de o semiaxă mare de 2,40 ua, o excentricitate de 0,05 și o înclinație de 4,4° în raport cu ecliptica.